# Alfred Agache
Alfred Agache, född den 29 augusti 1843, död den 15 september 1915, var en fransk konstnär.
Alfred Agache var elev till Colas and Pluchard. Han utställde ofta sin konst i Paris och var medlem i Société des Artistes Français. Han var måhända en vän till James McNeill Whistler. Agache var mottagare av Hederslegionen. Han dog i sin födelsestad Lille i norra Frankrike.